# 乌韦兹河畔拉佩讷
烏韋茲河畔拉佩讷（法語：La Penne-sur-l'Ouvèze，法語發音：[la pɛn syʁ luvɛz]）是法国德龙省的一个市镇，属于尼永斯区。

## 地理
乌韦兹河畔拉佩讷（44°15'7"N, 5°13'42"E）面积7.32 平方千米，位于法国奥弗涅-罗讷-阿尔卑斯大区德龙省，该省份为法国东南部内陆省份，北起顺时针与伊泽尔省、上阿尔卑斯省、上普罗旺斯阿尔卑斯省、沃克吕兹省和阿尔代什省接壤。
与乌韦兹河畔拉佩讷接壤的市镇（或旧市镇、城区）包括：普罗皮亚克、比莱巴罗尼、乌韦兹河畔莫朗、皮埃尔隆格、圣莱热迪旺图。

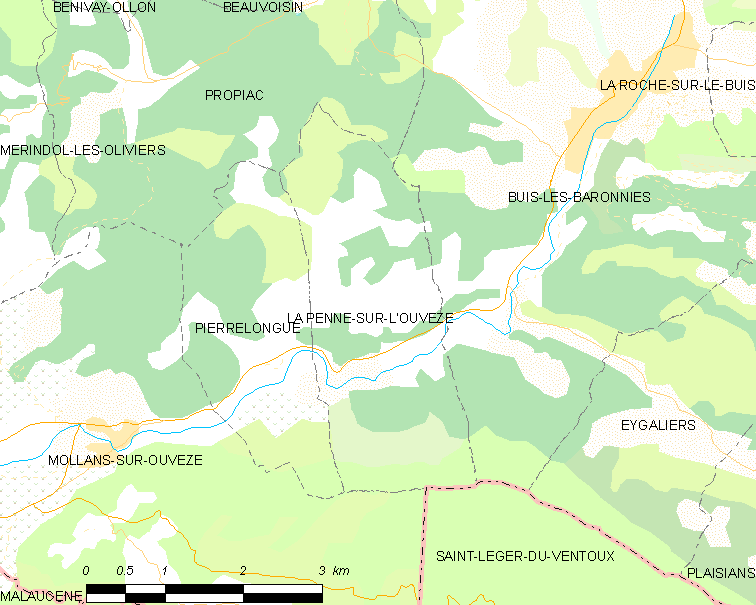
乌韦兹河畔拉佩讷的OSM定位图

乌韦兹河畔拉佩讷的时区为UTC+01:00、UTC+02:00（夏令时）。

## 行政
乌韦兹河畔拉佩讷的邮政编码为26170，INSEE市镇编码为26229。

## 政治
乌韦兹河畔拉佩讷所属的省级选区为尼永斯-巴罗尼县。

## 人口

1962-2008年间乌韦兹河畔拉佩讷人口变化图示

乌韦兹河畔拉佩讷于2022年1月1日时的人口数量为89人。